# Neuratelia elegans
Neuratelia elegans is een muggensoort uit de familie van de paddenstoelmuggen (Mycetophilidae). De wetenschappelijke naam van de soort wewrd voor het eerst geldig gepubliceerd in 1948 door Lane als Eudicrana elegans.